# Erich Brose
Erich Brose (* 8. Februar 1894 in Klein Ottersleben; † 31. August 1974) war Heimatforscher und Pädagoge. 

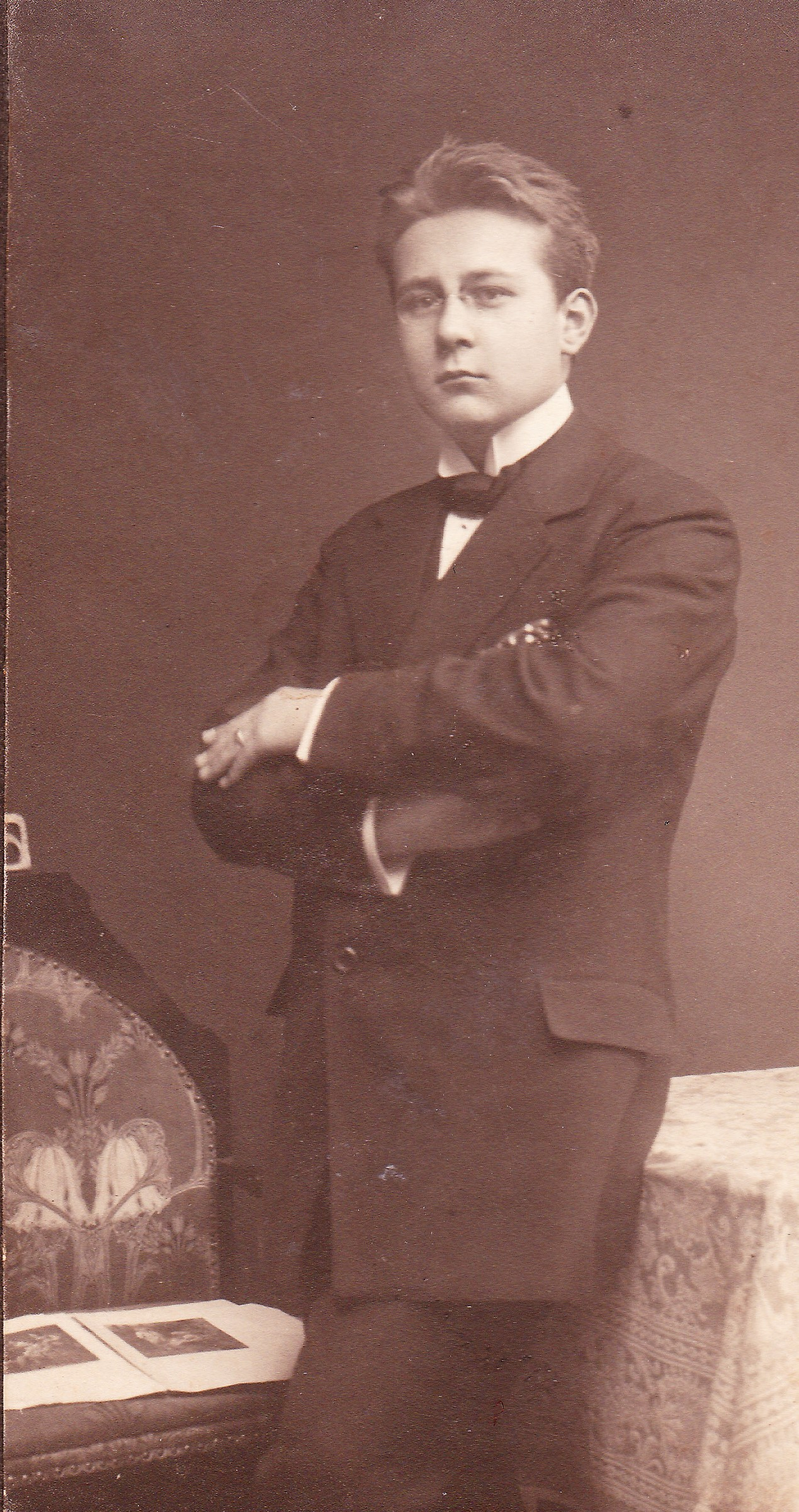
Erich Brose als junger Mann – Quelle: Archiv Thomas Brose

## Leben
Brose wurde als Sohn des Kaufmanns Karl Brose und seiner Frau Emma, geb. Jasper, geboren. Zunächst absolvierte er die Schule in Sudenburg und besuchte dann das Lehrerseminar in Genthin. Eine erste Stelle als Lehrer trat er dann an der Dorfschule in Klein Mangelsdorf an.
Während des Ersten Weltkrieges war er Soldat auf deutscher Seite und wurde 1917 schwer verwundet. 1919 erhielt er eine feste Anstellung an der Schule von Klein Ottersleben, die er mehr als vier Jahrzehnte ausübte. 1945 unterrichtete er unter schwierigsten Bedingungen wie großen Klassenstärken und fehlendem Unterrichtsmaterial auch Russisch, welches er sich selbst angeeignet hatte.
Bedeutung erlangte er als Heimatforscher. Er beteiligte sich an den Vorbereitungen zur 1000-Jahr-Feier Otterslebens im Jahr 1937. Brose betätigte sich als Ortschronist und gab 1953 eine Chronik von Ottersleben heraus. Von ihm stammt auch eine Schulchronik von Ottersleben. Er betrieb auch Studien zur Geologie und vorgeschichtlichen Funden in der Region Magdeburg.
Er verstarb 1974 und wurde auf dem Friedhof Klein Ottersleben beigesetzt. Sein Enkel ist der Religionsphilosoph Thomas Brose.

## Ehrung
Im Jahr 2000 benannte der Stadtrat der Stadt Magdeburg eine Straße im nunmehrigen Stadtteil Ottersleben zu seinen Ehren als Erich-Brose-Weg.